# Chính tả tiếng Ý
Chính tả tiếng Ý là hệ thống sử dụng 21 trong số 26 chữ cái Latin để viết ngôn ngữ Tiếng Ý. Bài viết này sẽ chỉ nói về cách viết tiếng Ý tiêu chuẩn, dựa trên phương ngữ Florentine mà không nói về các phương ngữ khác.
Hệ thống chính tả tiếng Ý gần như là chính tả ngữ âm, tức là chữ cái (hoặc cụm chữ cái) và âm tiết (hoặc cụm âm tiết) có sự tương đồng gần như hoàn toàn với nhau. Ngoại lệ chính là vị trí đặt trọng âm và khác biệt trong phát âm nguyên âm (các chữ ⟨e⟩ và ⟨o⟩ không có dấu), ⟨s⟩ và ⟨z⟩ hữu thanh hoặc vô thanh, ⟨i⟩ và ⟨u⟩ có thể làm nguyên âm hoặc bán nguyên âm, và chữ ⟨h⟩ câm dùng trong rất ít trường hợp (ngoại trừ các phụ âm kép ⟨ch⟩ và ⟨gh⟩ để biểu thị âm /k/ và /g/ trước hai chữ E và I).

## Bảng chữ cái
Bảng chữ cái tiếng Ý bao gồm 21 chữ cái: 5 nguyên âm (A, E, I, O, U) và 16 phụ âm. Các chữ cái J, K, W, X, Y không nằm trong bảng chữ cái chính thức, và chỉ xuất hiện trong từ mượn (như "jeans", "weekend"), tên nước ngoài, và một số ít từ bản địa như tên riêng của người và địa danh, ví dụ như Kalsa, Jesolo, Bettino Craxi, và Cybo. Ngoài ra, các dấu phụ như dấu sắc và dấu huyền cũng có thể có trong nguyên âm, còn dấu mũ xuất hiện khá hiếm và chỉ có trong các tài liệu cổ.
| Chữ cái | Tên                | IPA            | Dấu phụ   |
| ------- | ------------------ | -------------- | --------- |
| A a     | a [ˈa]             | /a/            | à         |
| B b     | bi [ˈbi]           | /b/            |           |
| C c     | ci [ˈtʃi]          | /k/ hoặc /tʃ/  |           |
| D d     | di [ˈdi]           | /d/            |           |
| E e     | e [ˈe]             | /e/ hoặc /ɛ/   | è, é      |
| F f     | effe [ˈɛffe]       | /f/            |           |
| G g     | gi [ˈdʒi]          | /g/ hoặc /dʒ/  |           |
| H h     | acca [ˈakka]       | ∅ âm câm       |           |
| I i     | i [ˈi]             | /i/ hoặc /j/   | ì, í, [î] |
| L l     | elle [ˈɛlle]       | /l/            |           |
| M m     | emme [ˈɛmme]       | /m/            |           |
| N n     | enne [ˈɛnne]       | /n/            |           |
| O o     | o [ˈɔ]             | /o/ hoặc /ɔ/   | ò, ó      |
| P p     | pi [ˈpi]           | /p/            |           |
| Q q     | cu (qu) [ˈku]      | /q/            |           |
| R r     | erre [ˈɛrre]       | /r/            |           |
| S s     | esse [ˈɛsse]       | /s/ hoặc /z/   |           |
| T t     | ti [ˈti]           | /t/            |           |
| U u     | u [ˈu]             | /u/ hoặc /w/   | ù, ú      |
| V v     | vi [ˈvi], vu [ˈvu] | /v/            |           |
| Z z     | zeta [ˈdzɛːta]     | /ts/ hoặc /dz/ |           |

Một phụ âm ghi liên tiếp biểu thị nguyên âm lặp, như anno "năm" được phiên âm là [ˈanno], hai chữ n (nn) đọc giống như ăn năn trong tiếng Việt, thể hiện độ dài - ngắn của âm tiết, như ritto [ˈritto] "đứng, thẳng đứng" với rito [ˈriːto] "lễ nghi, nghi lễ", carro [ˈkarro] "xe chở hàng, thồ hàng" với caro [ˈkaːro] "đắt", v.v...

## Nguyên âm
Tiếng Ý có 5 chữ cái là nguyên âm, bao gồm A, E, I, O, U. Trong số này, ngoại trừ chữ (a) chỉ biểu thị có một âm đọc, các chữ còn lại đều biểu thị hai âm đọc. Ngoài ra,  chữ ⟨e⟩ và ⟨i⟩ còn làm thay đổi âm đọc của ⟨c⟩ và ⟨g⟩ (xem ở dưới).
Ở âm tiết có trọng âm, ⟨e⟩ có thể được đọc là /ɛ/ (nguyên âm không tròn môi trước nửa mở) hay /e/ (nguyên âm không tròn môi trước nửa đóng). Tương tự, ⟨o⟩ được đọc là /o/ (nguyên âm tròn môi sau nửa đóng) hay /ɔ/ (nguyên âm tròn môi sau nửa mở). Không có cách nào để phân biệt giữa các nguyên âm mở và khép trên chính tả. Đôi khi, dấu phụ cũng được sử dụng để phân biệt các nguyên âm này (xem dưới). Ngoài ra, còn có những cặp từ tối thiểu, tức là hai từ được ghi giống hoặc gần giống nhau nhưng đọc và nghĩa khác nhau. Trong các âm tiết không nhấn âm, chỉ có các nguyên âm nửa đóng mà không có nguyên âm nửa mở.
Ngoài biểu thị hai nguyên âm /i/ và /u/, hai chữ cái ⟨i⟩ và ⟨u⟩ còn biểu thị hai bán nguyên âm /j/ và /w/ khi không nhấn âm và ở trước các nguyên âm. Tuy nhiên, vẫn có  nhiều ngoại lệ có hai cách đọc (như attuale, deciduo, deviare, dioscuro, fatuo, iato, inebriare, ingenuo, liana, proficuo, riarso, viaggio). Chữ ⟨i⟩ có thể dùng để chuyển (c) hay (g) thành âm nhẹ (như ciao "chào").

## Phụ âm

### C và G
Hai chữ cái (c) và (g) biểu thị hai âm /k/ và /g/ khi ở trước ⟨r⟩ và các nguyên âm ⟨a⟩, ⟨o⟩, ⟨u⟩, còn khi đứng trước ⟨e⟩ và ⟨i⟩, chúng được phát âm là /tʃ/ và /dʒ/. Chữ ⟨i⟩ còn có thể kết hợp với ⟨c⟩ và ⟨g⟩ để tạo thành phụ âm ghép ⟨ci⟩ và ⟨gi⟩ (Vần ⟨gi⟩ trong tiếng Việt cũng bắt nguồn từ đây). Ở đây, ⟨ci⟩ biểu thị âm /tʃ/ còn ⟨gi⟩ biểu thị âm /dʒ/, và hai phụ âm ghép này sẽ đi trước một nguyên âm. Nguyên âm đi với ⟨ci⟩ và ⟨gi⟩ sẽ có trọng âm, còn chữ ⟨i⟩ sẽ không được đọc (như ciò /ˈtʃɔ/, giù /ˈdʒu/). Một số trường hợp như CIA "CIA" thì phát âm là /ˈtʃi.a/ với chữ ⟨i⟩ nhấn âm và không có phụ âm ghép.
Trong từ có hai âm tiết trở lên, cần phân biệt giữa hai phụ âm ghép ⟨ci⟩ và ⟨gi⟩ để nhấn âm. Ví dụ, giữa hai từ camicia "sơ mi" và farmacia "hiệu thuốc" đều có đuôi là
⟨-cia⟩, nhưng có phát âm khác nhau. Trong từ camicia, chữ ⟨i⟩ đầu tiên có trọng âm, còn phần -cia đọc là /tʃa/ (không phát âm chữ ⟨i⟩). Còn ở farmacia, chữ ⟨i⟩ đặt trọng âm nên ⟨-cia⟩ đọc là /ˈtʃi.a/. Trường hợp với /dʒ/, ví dụ như từ grigio "màu xám" đọc phần ⟨-gio⟩ là /dʒo/ (hai cái tên Gianni và Gianna cũng được đọc lần lượt là
/ˈdʒan.ni/ và /ˈdʒan.na/, không phát âm ⟨i⟩), còn từ leggio "giá để sách", phần ⟨-gio⟩ đọc là /ˈdʒi.o/ (phát âm ⟨i⟩).
Khi hai phụ âm tắc /k/ và /g/ đứng trước ⟨e⟩ và ⟨i⟩, hai phụ âm ghép ⟨ch⟩ và ⟨gh⟩ được sử dụng để biểu thị hai âm này. Như vậy, ⟨che⟩ đọc là /ke/ hoặc /kɛ/ còn ⟨chi⟩ đọc là /ki/ hoặc /kj/. Tương tự, ⟨ghe⟩ đọc là /ge/ hoặc /gɛ/ còn ⟨ghi⟩ đọc là /gi/ hoặc /gj/. Trong các từ bắt nguồn từ các từ trong tiếng Latin, các âm tắc-xát xuýt /tʃ/ và /dʒ/ là biến thể tùy thuộc vào ngữ cảnh của các âm tắc ngạc mềm /k/ và /g/. Cuối cùng chúng trở thành các âm vị chính thức và được điều chỉnh chính tả cho đúng âm đọc. Một số ví dụ là:
|                | Âm tắc | Âm tắc                       | Âm xuýt | Âm xuýt                              |
| -------------- | ------ | ---------------------------- | ------- | ------------------------------------ |
| Trước ⟨i⟩, ⟨e⟩ | ch     | china /ˈkina/ "mực tàu"      | c       | Cina /ˈtʃina/ "Trung Quốc"           |
| Trước ⟨i⟩, ⟨e⟩ | gh     | ghiro /ˈgiro/ "chuột sóc"    | g       | giro /ˈdʒiro/ "đường đua"            |
| Còn lại        | c      | caramella /karaˈmɛlla/ "kẹo" | ci      | ciaramella /tʃaraˈmɛlla/ "kèn shawm" |
| Còn lại        | g      | gallo /ˈɡallo/ "gà trống"    | gi      | giallo /ˈdʒallo/ "màu vàng"          |

Phụ âm ghép ⟨cch⟩ và ⟨ggh⟩ lần lượt dùng để biểu thị phụ âm kép /kk/ và /gg/ khi chúng đi trước ⟨e⟩ và ⟨i⟩, ví dụ: occhi /ˈɔkki/ "mắt", agghindare /aɡɡinˈdare/ "trang trí, tô điểm". Phụ âm ghép ⟨cc⟩ và ⟨gg⟩ khi đi trước ⟨e⟩ và ⟨i⟩ và ⟨cci⟩ và ⟨ggi⟩ khi đi với các nguyên âm khác biểu thị phụ âm xuýt kép /ttʃ/ và /ddʒ/, ví dụ: riccio "nhím", peggio "tệ hơn".
⟨g⟩ cũng đi với ⟨l⟩ để tạo thành phụ âm ghép ⟨gl⟩ biểu thị âm /ʎ/ (âm tiếp cận bên ngạc cứng hữu thanh) trước ⟨i⟩ (⟨gli⟩ trước các nguyên âm khác), và đi với ⟨n⟩ để tạo thành âm ⟨ɲ⟩ (âm mũi ngạc cứng hữu thanh). Giữa các nguyên âm, chúng được phát âm là phụ âm dài, như aglio "tỏi" là /ˈaʎʎo/, ogni "mỗi" là /ˈoɲɲi/. Trong một số ngoại lệ, ⟨gl⟩ phát âm là /gl/ trong một số từ mượn bắt nguồn tiếng Hy Lạp, như glicine "cây đậu tía", mượn từ tiếng Latin như negligente "cẩu thả", và cả một số ngôn ngữ khác như glissando, bắt nguồn từ tiếng Pháp glissant và được Ý hóa. Còn khi đứng với các nguyên âm khác ngoài ⟨i⟩, ⟨gl⟩ luôn phát âm là /gl/.
Phụ âm ghép ⟨sc⟩ khi đứng trước ⟨e⟩ và ⟨i⟩ được đọc là /ʃ/, còn khi đứng trước các nguyên âm khác thì ⟨sc⟩ thành ⟨sci⟩. Mặt khác, ⟨sc⟩ đứng trước các nguyên âm ngoài ⟨e⟩ và ⟨i⟩ đều phát âm là /sk/. Chữ ⟨c⟩ ở đây có cùng nguyên tắc chính tả như đã nói ở trên.
|                | /sk/ | /sk/                             | /ʃ/ | /ʃ/                          |
| -------------- | ---- | -------------------------------- | --- | ---------------------------- |
| Trước ⟨i⟩, ⟨e⟩ | sch  | scherno /ˈskɛrno/ "sự châm chọc" | sc  | scerno /ˈʃɛrno/              |
| Còn lại        | sc   | scalo /ˈskalo/ "đường băng"      | sci | scialo /ˈʃalo/ "sự lãng phí" |

Các phụ âm /ʎ/, /ɲ/ và /ʃ/ luôn là phụ âm kép và không có cách nào để phân biệt trên chính tả.
Một số từ có cụm ⟨cie⟩, ⟨gie⟩ và ⟨scie⟩. Trong lịch sử, cụm ⟨ie⟩ từng là nhị trùng âm, nhưng trong phát âm hiện đại, các cụm này phát âm giống như ⟨ce⟩, ⟨ge⟩ và ⟨sce⟩. Một số ví dụ là cieco /ˈtʃɛko/ "mù" (đồng âm với ceco trong tiếng Séc), cielo /ˈtʃɛlo/ "bầu trời", scienza /ˈʃɛntsa/ "khoa học", regie /ˈrɛ.dʒe/ "thuộc về hoàng gia". Dạng số nhiều của các từ có đuôi -⟨cia⟩, -⟨gia⟩ chuyển thành -⟨cie⟩, -⟨gie⟩ nếu như trước đó là nguyên âm, như camicia chuyển thành camicie, valigia thành valigie. Còn nếu trước -⟨cie⟩, -⟨gie⟩ là phụ âm thì cụm này được chuyển thành -⟨ce⟩ và -⟨ge⟩ khi ở dạng số nhiều (như provincia "tỉnh" chuyển thành province). Quy tắc này trở thành chính thức từ những năm 1950, trước đó, người ta vẫn có thể sử dụng valige và provincie.
Tổ hợp chữ ⟨gnia⟩ phát âm giống với ⟨gna⟩ và xuất hiện ở động từ có kết thúc -⟨iamo⟩ (là các động từ ngôi thứ nhất số nhiều thì hiện tại trình bày và các động từ ngôi thứ nhất số nhiều thì hiện tại giả định). Tổ hợp này thay thế các chữ đứng phía sau -⟨gn⟩: sognare "mơ thấy" chuyển thành sogniamo "họ mơ thấy".

### C và Q
Âm /kw/ thường được biểu thị bằng cụm ⟨qu⟩, nhưng cũng có thể là ⟨cu⟩ trong một số trường hợp như cuoco, cuoio, cuore, scuola, scuotere và percuotere. Phần ⟨cuo⟩ ở đây đều biểu thị âm /kwɔ/, tuy nhiên nó cũng đã từng biểu thị âm /kɔ/. Cụm /kkw/ luôn được viết là ⟨cqu⟩ như acqua, ngoại trừ các từ soqquadro, dạng phái sinh của nó là soqquadrare, và beqquadro và biqquadro, hai từ thay thế của bequadro hoặc biquadro được viết là ⟨qqu⟩.

### S và Z
Phân biệt hữu thanh hay vô thanh trong hai chữ cái ⟨s⟩ và ⟨z⟩ khá phức tạp.
Chữ ⟨s⟩ biểu thị âm xát lợi vô thanh, tức là âm /s/ hoặc /z/. Tuy nhiên, hai âm này phân phối bổ sung cho nhau, tức là một âm không thể xuất hiện và thay cho âm kia trong một trường hợp nào đó, và giúp phân biệt được phải đọc âm nào trong trường hợp đó. Trong trường hợp của hai âm /s/ và /z/ trong tiếng Ý, chúng phân phối bổ sung cho nhau, ngoại trừ khi chữ ⟨s⟩ nằm giữa hai nguyên âm trong cùng một từ và kể cả như vậy, thì cũng có rất ít cặp tối thiểu (tức là rất ít trường hợp mà hai từ được ghi giống nhưng đọc và nghĩa khác nhau).
- Âm /s/ (vô thanh) xuất hiện khi:
  - Nằm ở đầu một từ, trước một nguyên âm (như Sara /ˈsara/) hay trước phụ âm vô thanh (như spuntare /spunˈtare/).
  - Sau phụ âm (như transitare /transiˈtare/).
  - Trước phụ âm vô thanh (như raspa /ˈraspa/).
  - Nằm ở đầu phần sau của một từ ghép (như affittasi, disotto, girasole, prosegue, risaputo, reggiseno).
- Âm /z/ (hữu thanh) đứng trước các phụ âm hữu thanh (như sbranare /zbraˈnare/).
- Hai âm /s/ và /z/ đều có thể được đọc khi đứng giữa hai nguyên âm. Trong giọng chuẩn (giọng Tuscany), có một số trường hợp phát âm /s/ (như casa, cosa, così, mese, naso, peso, cinese, piemontese, goloso), nhưng đa số vẫn phát âm là /z/ (như bisogno, rosa, cisalpino, medesimo, invaso). Ở phía bắc nước Ý (và đang dần phổ biến tại Tuscany), chữ ⟨s⟩ trong trường hợp này luôn phát âm là /z/ còn ngược lại ở phía nam, chữ ⟨s⟩ trong trường hợp này luôn phát âm là /s/.

Cụm ⟨ss⟩ luôn biểu thị âm /ss/, như grosso /ˈɡrɔsso/, successo /sutˈtʃɛsso/, passato /pasˈsato/, v.v...
Chữ ⟨z⟩ biểu thị âm tắc-xát lợi, tức là âm /dz/ hoặc /ts/. Tùy trường hợp mà chữ ⟨z⟩ phát âm là /ts/ hay /dz/, tuy vẫn có một số cặp tối thiểu (hai từ được ghi giống nhưng đọc và nghĩa khác nhau).
- Chữ này đa số phát âm là /ts/ khi:[6]
  - Ở đầu từ có âm tiết thứ hai bắt đầu bằng phụ âm vô thanh (như zampa /ˈtsampa/, zoccolo /ˈtsɔkkolo/, zufolo /ˈtsufolo/). Trường hợp ngoại lệ là khi từ bắt nguồn từ tiếng Hy Lạp, chữ ⟨z⟩ được phát âm là /dz/.
  - Khi sau nó là chữ ⟨i⟩, và sau chữ ⟨i⟩ là một nguyên âm khác (như zio /ˈtsi.o/, agenzia /adʒenˈtsi.a/, grazie /ˈɡrattsje/). Trường hợp ngoại lệ là khi từ là một dạng khác của từ có âm đọc là /dz/ (như romanziere /romanˈdzjɛre/ được kết hợp giữa dạng gốc là romanzo /roˈman.dzo/ với hậu tố -iere). Ngoài ra, chỉ có một số ít từ được phát âm là /dz/ như azienda /adˈdzjɛnda/.
  - Sau chữ ⟨l⟩ (như alzare /alˈtsare/). Chỉ có elzeviro /eldzeˈviro/ và Belzebù /beldzeˈbu/ là được phát âm là /dz/.
  - Trong hậu tố -anza, -enza và -onzolo (như usanza /uˈzantsa/, credenza /kreˈdɛntsa/, ballonzolo /balˈlontsolo/).
- Chữ này đa số phát âm là /dz/ khi:
  - Ở đầu từ có âm tiết thứ hai bắt đầu bằng phụ âm hữu thanh hoặc chữ ⟨z⟩ (như zebra /ˈdzɛbra/, zuzzurellone /dzuddzurelˈlone/). Chỉ có một số ít từ được phát âm là /ts/ (như zanna /ˈtsanna/, zigano /tsiˈɡano/).
  - Ở đầu từ mà sau nó là hai nguyên âm liền nhau (như zaino /ˈdzaino/). Trường hợp ngoại lệ là danh từ zio và các dạng khác của nó (⟨z⟩ trước ⟨i⟩ và sau đó là một nguyên âm khác).
  - Khi nằm giữa hai nguyên âm đơn (như azalea /addzaˈlɛa/). Ngoại lệ là trong từ mượn nazismo /natˈtsizmo/ (tiếng Đức phát âm ⟨z⟩ là /ts/).

Giữa nguyên âm hoặc bán nguyên âm (/j/ hoặc /w/), ⟨z⟩ được gấp đôi và phát âm là /tts/ hoặc /ddz/ (như vizio /ˈvittsjo/, polizia /politˈtsi.a/). Nói chung, chữ ⟨z⟩ giữa các nguyên âm được viết đọc gấp đôi lên, nhưng trong đa số trường hợp thì chữ ⟨z⟩ không được gấp đôi, như khi đứng trước ⟨i⟩ và theo sau ⟨i⟩ là nguyên âm hoặc trong một số từ chuyên môn.
⟨zz⟩ có thể phát âm vô thanh là /tts/ hoặc âm hữu thanh là /ddz/, như pazzo /ˈpattso/, ragazzo /raˈɡattso/, pizza /ˈpittsa/, grandezza /ɡranˈdettsa/ phát âm là /tts/, còn  razzo /ˈraddzo/, mezzo /ˈmɛddzo/, azzardo /adˈdzardo/, azzurro /adˈdzurro/, orizzonte /oridˈdzonte/, zizzania /dzidˈdzanja/ phát âm là /ddz/. Đa số các từ đều phát âm theo dạng hữu thanh hoặc là vô thanh, nhưng một số từ như frizzare lại được phát âm theo cả hai cách tùy theo vùng. Việc phát âm hai âm /tts/ và ddz/ cũng có thể dùng để phân biệt nghĩa của từ, như razza khi phát âm là /ˈrattsa/ có nghĩa là "chủng tộc, giống nòi", nhưng nếu phát âm là /ˈraddza/, thì nó sẽ có nghĩa là "cá đuối". Hậu tố -izzare của động từ, bắt nguồn từ tiếng Hy Lạp -ίζειν luôn phát âm là /ddz/ (như organizzare /orɡanidˈdzare/), và luôn được phát âm là /ddz/ ở các dạng khác của nó hay ở dạng phái sinh (như dạng khác của organizzare là organizzo /orɡaˈniddzo/ "tôi tổ chức" hay dạng phái sinh là organizzazione "tổ chức"). Tuy nhiên, không phải động từ nào có đuôi -izzare cũng bắt nguồn từ đuôi -ίζειν, mà đôi khi -izz- lại thuộc gốc của từ, như indirizzare được cho là bắt nguồn từ indīrectiāre trong tiếng Latinh thông tục, phát âm là /tts/ trong tất cả các từ có gốc là indirizz-.

### H câm
Chữ ⟨h⟩, ngoài công dụng thay đổi âm đọc của ⟨c⟩ và ⟨g⟩, thì nó còn giúp phân biệt chính tả giữa ho, hai, ha, hanno với o, ai, a, anno; tuy vậy, chữ ⟨h⟩ luôn luôn không được phát âm nên phiên âm của những từ này vẫn giống nhau. Chữ ⟨h⟩ cũng dùng trong một số thán từ như eh, boh, ahi, ahimè và chữ ⟨h⟩ luôn đi sau nguyên âm đầu tiên trong từ. Trong thán từ ehm và uhm, cả ⟨h⟩ lẫn nguyên âm đều không phát âm.
Chữ ⟨h⟩ cũng xuất hiện trong một số từ mượn như hotel, henné, handicap, heavy metal, hobby, humour. Ngoài ra, chữ ⟨h⟩ cũng có trong tên địa danh như Chorio, Dho, Hano, Mathi, Noha và trong một số họ như De Bartholomaeis, De Thomasis, Matthey, Rahò, Rhodio, Tha, Thei, Theodoli, Thieghi, Thiella, Thiglia, Tholosano, Thomatis, Thorel, Thovez, v.v...

## J, K, W, X và Y
Đây là các chữ cái không được coi là chữ chính thức trong bảng chữ cái tiếng Ý hiện đại.

### J
Chữ ⟨j⟩ (gọi là I lunga "i dài" hoặc gei vẫn xuất hiện trong một số tên riêng (như Jesi, Letojanni, Juventus) hay trong các từ mượn (như jeans, jeep, jazz, jolly) và trong cả cách viết tiếng Ý cổ. Đến tận thế kỷ 19, ⟨j⟩ vẫn được sử dụng trong tiếng Ý để thay thế cho ⟨i⟩ trong các nhị trùng âm có trọng âm, thay thế cho đuôi ⟨-ii⟩ và khi đứng giữa hai nguyên âm (như Savoja). Chữ ⟨j⟩ biểu thị âm /j/ trong tiếng Ý, /dʒ/ trong từ mượn tiếng Anh và /ʒ/ trong từ mượn tiếng Pháp.

### K
Chữ ⟨k⟩ (được gọi là kappa) được dùng cho các từ mượn như karma, kayak, kiwi, kamikaze và luôn được phát âm là /k/.

### W
Chữ ⟨w⟩ (được gọi là V doppia hay doppia V "V kép") được dùng cho các từ mượn như web, whisky, water, western, watt, và thường được phát âm xen kẽ giữa /w/ và /v/. Tuy có tên là V doppia hay doppia V, nhưng chữ ⟨w⟩ thường được đánh vần là vu. Chữ ⟨W⟩ cũng được sử dụng làm ký hiệu thay cho từ viva và evviva.

### X
Chữ ⟨x⟩ được phát âm là /ks/, như trong extra, uxorio, xilofono hoặc /gz/ khi đứng sau ⟨e⟩ và trước một nguyên âm khác (như exoterico). Trong đa số các từ, chữ ⟨x⟩ được thay thế bằng ⟨s⟩ hay ⟨ss⟩ và được phát âm theo cách thay thế (như xilofono/silofono, taxi/tassì) hoặc hiếm hơn là thay thế bằng ⟨cs⟩ và vẫn được phát âm là /ks/ (như claxon/clacson).

### Y
Chữ ⟨y⟩ (được gọi là ipsilon hoặc I greca "i Hy Lạp") được dùng trong các từ như yoga, yogurt, yacht, Uruguay. Đôi khi, ⟨y⟩ cũng được thay thế bằng ⟨i⟩ (yoga/ioga và yogurt/iogurt), nhưng đa số vẫn dùng ⟨y⟩.

## Dấu phụ
Dấu sắc (´) xuất hiện trên ⟨é⟩ và ⟨ó⟩ dùng để biểu thị trọng âm của nguyên âm nửa đóng (/e/ và /o/). Dấu này thường sử dụng ở nguyên âm nằm ở cuối từ, còn lại thì sử dụng trong từ điển để đánh dấu trọng âm. Tuy nhiên, chữ ⟨ó⟩ rất ít khi được sử dụng trong văn viết do chữ ⟨o⟩ đứng cuối thường biểu thị âm nửa mở /ɔ/.
Dấu huyền (`) xuất hiện trên tất cả các nguyên âm (⟨à⟩, ⟨è⟩, ⟨ì⟩, ⟨ò⟩, ⟨ù⟩). Dấu huyền trên ⟨è⟩ và ⟨ò⟩ dùng để biểu thị trọng âm của nguyên âm nửa mở, và có thể sử dụng để phân biệt các cặp tối thiểu (ghi giống nhau, đọc và nghĩa khác nhau) như pèsca "quả đào" với pésca "câu cá", nhưng trường hợp này chủ yếu dùng trong các văn bản giáo khoa. Hai chữ ⟨ì⟩ và ⟨ù⟩ xuất hiện không quá hiếm trong văn viết. Đã có đề xuất thay dấu huyền (`) bằng dấu sắc (´) để ghi trọng âm, vì dấu huyền ít khi được dùng để ghi trọng âm, nhưng cả hai cách đều được chấp nhận do không có thanh hạ giọng trong tiếng Ý.
Dấu mũ (ˆ) xuất hiện trên nguyên âm ⟨î⟩ nhằm rút ngắn từ có cụm ⟨ii⟩ biểu thị âm /ii/ nằm ở cuối từ và không có trọng âm. Tuy nhiên, do thường phát âm là /i/, nên dạng số nhiều của studio "văn phòng" có thể viết là studi, studii hay studî. ⟨î⟩ thường xuất hiện trong các văn bản cũ, nhưng đôi khi cũng sử dụng để phân biệt giữa các từ viết giống nhau nhưng khác nghĩa và từ nguyên (như geni "số nhiều của gene (gen)" với genî "số nhiều của genio (thiên tài)). Nhìn chung, tiếng Ý hiện đại thường sử dụng ⟨i⟩ thay cho ⟨ii⟩ hay ⟨î⟩.
Các từ có một âm tiết thường không dùng dấu phụ. Tuy nhiên, dấu phụ vẫn được viết khi trước nguyên âm đó là ⟨i⟩ hay ⟨u⟩, kể cả khi ⟨i⟩ là một phần của phụ âm (tức là ⟨ci⟩ hay ⟨gi⟩), như trong ciò, giù. Với ⟨u⟩, khi phụ âm là cụm ⟨qu⟩ thì không sử dụng dấu phụ. Dấu phụ đôi khi sử dụng cho từ một âm tiết để phân biệt chính tả với từ khác (như là, lì với la, li).
1. 1 2 3 4  Maiden, Martin; Robustelli, Cecilia (2014). A Reference Grammar of Modern Italian. tr. 10. ISBN 9781444116786.
2. ↑  "Italian Extraction Guide – Section A: Italian Handwriting" (PDF). Brigham Young University. 1981. Bản gốc (PDF) lưu trữ ngày 22 tháng 4 năm 2021. Truy cập ngày 31 tháng 8 năm 2024. The letters J, K, W, X, and Y appear in the Italian alphabet, but are used mainly in foreign words adopted into the Italian vocabulary.
3. ↑  Có thể viết là Cibo hoặc Cibei.
4. ↑  Tức là động từ trình bày các phát biểu bình thường, mang tính thực tế hay khách quan ở thì hiện tại.
5. ↑  Tức là động từ trình bày hành động có thể xảy ra hoặc mang tính giả thuyết ở thì hiện tại.
6. ↑  "DOP: Dizionario di Ortografia e Pronunzia della lingua italiana". dop.netadcom.com. Truy cập ngày 16 tháng 8 năm 2024.
7. ↑  "DOP: Dizionario di Ortografia e Pronunzia della lingua italiana". www.dizionario.rai.it. Truy cập ngày 31 tháng 8 năm 2024.
8. ↑  "DOP: Dizionario di Ortografia e Pronunzia della lingua italiana". www.dizionario.rai.it. Truy cập ngày 31 tháng 8 năm 2024.